# Klassisches Latein
Das klassische Latein war eine hochstilisierte Literatursprache, die sich eigenständig aus dem Altlateinischen entwickelte. Klassisches Latein war die Schriftsprache der Bildungselite des Römischen Reichs. Das vom Volk gesprochene Latein (sermo vulgaris oder sermo plebeius) wird Vulgärlatein genannt.
Die früheste lateinische Literatur (beispielsweise Cato der Ältere, Plautus und Terenz) gehört noch nicht zum klassischen Latein. Die Literatur des klassischen Lateins wird üblicherweise in zwei Epochen unterteilt: Goldene Latinität (ca. 60 v. Chr. bis 40 n. Chr.) mit Autoren wie Cicero, Caesar, Sallust, Livius sowie Vergil und Horaz. Die nachfolgende Silberne Latinität umfasst insbesondere die Werke der Autoren Seneca, Lucan, Plinius, Tacitus und schließt mit Apuleius (um 170).
In der frühen Kaiserzeit nahmen die Unterschiede zwischen dem klassischen Latein der gebildeten Elite, das zunehmend erstarrte, und dem vom Volk gesprochenen Latein zu. Das Latein Caesars, Ciceros und Vergils galt den Oberschichten als derart vorbildlich, dass man es nachzuahmen suchte und kaum noch neue Elemente aus der Alltagssprache aufnahm. Grammatik und Vokabular der Literatur- und Volkssprache entwickelten sich auseinander, mit der Zeit auch die Aussprache (Diglossie). Im 1. Jahrhundert kam die sprachliche Entwicklung des klassischen Lateins allmählich fast ganz zum Stillstand. Die Formen und Wörter, die sich zuvor lebendig entwickelt hatten, wurden in dem von römischen Schriftstellern verwendeten Latein nun zunehmend unveränderlich, im Gegensatz zum weiterhin lebendigen Vulgärlatein, das sich weiterentwickelte und immer mehr Innovationen aufwies. Aber erst im Frühmittelalter war der Unterschied zwischen dem Latein der Literaten und den Volkssprachen so groß geworden, dass das klassische Latein für die meisten Menschen unverständlich wurde.
Klassisches Latein kannte weder Unterscheidung zwischen Groß- und Kleinbuchstaben (Majuskeln und Minuskeln) noch irgendwelche Satzzeichen.